# اصول علم اقتصاد
اصول علم اقتصاد (به آلمانی: Grundsätze der Volkswirtschaftslehre) کتابی نوشته کارل منگر است که به عنوان بنیانگذار مکتب اتریش شناخته می‌شود. این یکی از اولین رساله‌های مدرن بود که نظریه مطلوبیت نهایی را پیش برد.

## ترجمه به فارسی
اصول علم اقتصاد به زبان فارسی ترجمه شده و با مشخصات زیر به چاپ رسیده است:
- منگر، کارل، اصول علم اقتصاد، ترجمهٔ حسین فلاحی، ویراستار فرهاد نوع‌پرست، تهران: آماره‏‫، ۱۳۹۰. ‭‬
  - منگر، کارل، اصول علم اقتصاد، ترجمهٔ فرهاد نوع‌پرست و حسین فلاحی، با دو مقدمه از فون هایک و یدالله دادگر، تهران: آماره‏‫، ‏‫۱۳۹۴.

همچنین فصل سوم کتاب به صورت جداگانه نیز به چاپ رسیده است:
- منگر، کارل، تئوری ارزش (ترجمهٔ فصل سوم کتاب اصول علم اقتصاد)، ترجمهٔ فرهاد نوع‌پرست و حسین فلاحی، تهران: آماره‏‫، ‏‫۱۳۹۵. ‬‬